# Gravelines
Gravelines é uma comuna francesa na região administrativa de Altos da França, no departamento do Norte. Estende-se por uma área de 22.66 km². Em 2010 a comuna tinha 11 330 habitantes (densidade: 500 hab./km²).